# Ricostruzione del Dominio genovese dal 1528 al 1530
La Ricostruzione del Dominio genovese dal 1528 al 1530  fu un periodo della storia di Genova in cui, con la riconquista della città nel 1528 da parte di Andrea Doria, allora filospagnolo, la Repubblica riacquista la sua indipendenza e la sua autonomia decisionale. Tuttavia necessita ancora di imporre nuovamente il proprio dominio sul territorio ligure e sui passi per l'Oltregiogo.
Gli accordi stretti tra l'imperatore Carlo V e il Doria avevano di fatto ridato a Genova, oltre all'indipendenza, anche la reintegrazione di "tutto il suo dominio, incluso quello sulla città di Savona".
Savona poteva sempre costituire un grave impedimento in quanto intendeva ancora rivaleggiare come porto con Genova, ed in questo tentativo era decisamente schierata ed appoggiata dalla parte della Francia. Occorreva pertanto sottometterla in maniera stabile. E occorreva soprattutto ricompattare il dominio di Genova sulle due Riviere e sui passi o Gioghi Appenninici dove la Repubblica dominava gli accessi viari per la Lombardia e il Piemonte: le vie per Ovada, per l'area delle Capanne di Marcarolo (l'attuale passo della Bocchetta, Fiaccone - oggi Fraconalto - Gavi, sino a Novi Ligure incluso).

## La sottomissione di Savona
L'esercito Genovese, poiché ora Savona non poteva più sperare negli aiuti francesi, venne ad assediarla. Savona, visti impossibili i suoi ultimi tentativi di mantenere l'indipendenza, il 29 ottobre si arrese.
In piazza della Maddalena, "in lobieta", gli Anziani e i sei deputati "ad conservationem civitatis" consegnarono al Doria ed a Filippo Fieschi le chiavi della città, promettendo obbedienza a Genova.

## I possessi genovesi in Oltregiogo
Occorreva ancora recuperare i feudi dell'immediato Oltregiogo Monferrino, dato che mettevano in diretto contatto con l'area padana.
Qui era stato proprio il sovrano francese Francesco I che, quando aveva occupato il Milanese con l'aiuto del Fregoso, aveva tolto Gavi ed Ovada rispettivamente ai Guasco ed ai Trotti per darla a Genova. Ma dopo tre anni di liti legali, tra il 1515 e il 1518, sempre lo stesso Francesco I, irritato dai rifiuti genovesi alle sue richieste di aiuti finanziari, aveva imposto alla Repubblica di restituire quei feudi ai rispettivi signori. In quei territori, esigui ma importanti per la loro posizione strategica nelle guerre tra Francia e Spagna, i Guasco ed i Trotti erano dalla parte di Francesco I, mentre i Doria di Mornese seguivano le vicende di Ottaviano Fregoso, amico di Andrea Doria.
Andrea Doria, forte nel 1528 delle concessioni imperiali fornitegli da Carlo V, inviava a riprendere Novi, in veste di Commissari generali dell'armi, Agostino e Bartolomeo Spinola, signori di Tassarolo, e come Provveditore generale Battista Pinello di Adamo. Novi era allora tenuta da madama Origo Gambaro, vedova di Pietro Fregoso, mentre Gavi era sotto i Guasco ed Ovada sotto i Trotti.

### La ripresa di Ovada
Ad Ovada i Trotti erano costretti ad abbandonare la città a causa delle artiglierie genovesi; si rifugiavano ad Alessandria. In questo inutile tentativo di resistenza alle forze genovesi, i Trotti avevano però dovuto sguarnire il loro feudo di Montaldeo, paese rimasto sotto la loro proprietà e senza soluzione di continuità da lungo tempo, e Massimiliano Maria Sforza lo aveva confermato a Giovanni Cristoforo Trotti ancora il 15 maggio 1515.

### La strage dei Trotti di Montaldeo
Proprio a Montaldeo ebbe luogo una strage di cui i Trotti furono vittime.
In parte fomentata dal Doria, a Montaldeo scoppiò la rivolta popolare. Una domenica, quando il feudatario Cristoforo Trotti si recava alla messa, i congiurati, che appartenevano alle famiglie Lavezzari, Boffito ed Anfossi, gli si avvicinarono fingendo di recargli omaggio e, lo colpirono alle spalle insieme al figlio ventenne.
Il castello di Montaldeo come previsto era rimasto senza armati, e i congiurati vi entrarono uccidendo tutti i componenti della famiglia qui trovati: i tre figli ancora ragazzi, una vecchia serva fedele. La moglie di Cristoforo Trotti, incinta, fu trascinata in piazza dai rivoltosi ed uccisa. Tutti i cadaveri furono infine gettati in un pozzo, il castello fu devastato, i mobili tratti da esso furono buttati sopra i cadaveri dei nobili.
Prendendo a pretesto quei fatti di Montaldeo, Bartolomeo Spinola si precipitò ad occupare il paese, ordinando la riconsegna di quanto saccheggiato. In parte era una finzione, l'ordine fu eseguito solo in parte, e non si provvide a punire i responsabili degli assassini.
L'ambiguità dello Spinola è spiegata da alcuni memoriali posteriori di qualche anno, indirizzati al duca di Milano, che mostrano come fosse stato proprio lui ad avere fornito aiuti materiali agli assalitori, tra i quali si erano infiltrati personaggi estranei al paese e legati al sistema di spionaggio doriano.

### La ripresa di Gavi
Antonio Guasco, che aveva assunto il titolo di conte di Gavi, seppe immediatamente della sorte toccata ai Trotti. Nel 1526 questo signore, quando gli Imperiali avevano invaso il suo feudo, per riacquistarlo aveva sposato una figlia del duca di Lodrone, capo di un corpo di tedeschi. Fu allora il duca di Lodrone a ricorrere al duca di Borbone, e in virtù di questo si ordinò al capitano spagnolo Ponze de Leon che teneva Gavi la riconsegna dei possedimenti del Guasco. Ponze de Leon aveva allora accettato, ma dietro il pagamento di 500 scudi, per i quali Guasco dovette ricorrere ad un prestito. Ma subito dopo, con uno stratagemma, Antonio Guasco invitò nel castello Ponze de Leon e gli impose di restitiurgli la somma per poter da qui uscire.
Questo stratagemma aveva però distrutto la sua credibilità, per cui nel novembre 1528, nonostante il castello di Gavi fosse inespugnabile per la sua posizione e altrettanto per come era ben fornito di vettovaglie, armi e soldati, quando il Giustiniani partiva con le milizie genovesi per riconquistare la zona, mandò a Genova il giureconsulto Paolo Elmio con il compito di trattare la resa.
Mentre Giustiniani si impossessava di Gavi e ne circondava il castello, a Genova procedeva tramite l'Elmio la trattativa. Elmio riusciva ad ottenere dal Senato l'accredito di 1.000 luoghi sul Banco di San Giorgio, in cambio di quel feudo. L'atto di vendita fu stipulato a Genova il 14 novembre 1528; nella contrattazione a favore di Antonio Guasco si riservavano inoltre Bisio, il pagamento del valore delle munizioni e delle artiglierie, l'onore della cittadinanza, per la quale l'ex feudatario dell'Oltregiogo poté iscriversi all'albergo dei Pinelli, l'esenzione perpetua dalle gabelle per il vitto e il vestito.
Il 17 novembre i commissari della Repubblica prendevano possesso di Gavi, e gli abitanti prestavano giuramento di fedeltà al nuovo potere; il 29 si faceva l'inventario delle munizioni del castello.

## Novi e i tentativi di Saint-Pol e del Crotti: l'attacco al palazzo del Principe (1529)
Relativamente a Novi Ligure, la Repubblica di Genova propose un simile acquisto alla vedova di Pietro Fregoso che teneva quel comune. A costei vennero offerti 1.000 luoghi, ma ella rifiutò e si ritirò ad Alessandria consegnando il suo territorio al cugino Livio Crotti, maggiordomo di Francesco Borbone conte di Saint-Pol.
Per ordine del conte di Saint-Pol il Crotti accorse con un buon numero di fanti e cavalieri e prese possesso di Novi Ligure, dove si fermò per alcuni mesi con la carica di governatore. Distrusse tutte le vettovaglie che vi trovò, mentre i Genovesi da Gavi compivano scorrerie nel Novese, portandosi via tutto il bestiame trovato.
Il Saint-Pol da Alessandria coltivava ancora, dalla parte di Francesco I, il sogno di riconquistare Genova, ora con l'inganno. Personaggio chiave di questo tentativo era il Crotti, che cominciò a trattare con i Genovesi stanziati a Gavi la loro proposta di vendere Novi Ligure dietro pagamento di 1.000 luoghi, in realtà cercando di corrompere alcuni di loro. Contava sull'avversità che gli era stata riferita esistere tra Agostino Spinola, generale a Gavi, e il conte Filippino Doria. Il tessitore di quella trama era il Saint-Pol, che prevedeva con un'azione fulminea la cattura di Andrea Doria.
A questo fine nel dicembre 1528 inviò da Alessandria, mentre il Crotti fingeva di trattare, un gruppo di 2.000 fanti scelti e 50 cavalieri a Genova. Quel "commando" era guidato dai capitani Montejeau e Villerch, che avevano l'incarico di catturare il Doria con un colpo di mano. L'idea era di cogliere di sorpresa l'ammiraglio nel nuovo palazzo che si stava costruendo poco fuori le mura della città.
Andrea Doria infatti, recuperato il potere nella sua città, intendendo tenerlo a lungo, aveva iniziato a costruire dal 1528, per sé e per la sua famiglia, un grandioso palazzo in stile rinascimentale, per il quale aveva chiamato artisti della statura di Perin del Vaga. Tuttavia questo palazzo si trovava poco fuori delle mura, poco oltre la porta di San Tommaso e il sovrastante torrione di San Michele, che non lo potevano riparare che relativamente.
I francesi ed i loro alleati locali e le loro spie scesero pertanto per la via delle Capanne di Marcarolo, da qui per la Val Polcevera e arrivarono a Sampierdarena; da qui si spinsero oltre e attaccarono il palazzo del Principe di Fassolo. Esso non era difeso, ma tempestivamente Andrea Doria riusciva a scappare ed a rifugiarsi nella città, raggiungendo la porta di San Tommaso. Il palazzo di Fassolo, che proprio allora iniziava ad essere ampliato e a divenire una sontuosa reggia, veniva saccheggiato ed incendiato. Ma la fuga del Principe aveva vanificato l'azione dei francesi, ai quali non rimase che il rientro ad Alessandria, passando dal castello di Lerma.
Il Crotti tenne Novi Ligure ancora sino al luglio 1529, e fu questo un periodo di devastazione del territorio per le continue e reciproche scorrerie tra i suoi ed i Genovesi da Gavi. Infine Genova recuperò anche Novi Ligure ricostituendo il suo originale dominio d'Oltregiogo, confermatole da Carlo V con diploma del 16 novembre 1536, stando il quale entrava in possesso di diritto di Novi, Gavi, Parodi, Ovada, Rossiglione e Voltaggio.

## L'annientamento di Savona
Il trattamento per Savona, una volta sottomessa a Genova, fu estremamente duro. Al momento della consegna delle chiavi, il 29 ottobre 1528, i Genovesi nei confronti della città nemica avevano promesso buone condizioni:
(ASS, Atti degli Anziani, 1527-30, Savona)
Questi patti non furono però rispettati. Mentre a Genova si stavano proprio allora costruendo le nuove mura e si demoliva il Castelletto, la fortificazione strategicamente oppressiva come sede del padrone straniero della città, a Savona si smantellarono le mura della darsena e venne ampliata in modo incredibile la fortezza dominatrice, quella del Priamar.
Era il rinnovo di una serie di tentativi: nel 1526 i Genovesi, allora filospagnoli, avevano ostruito il porto savonese affondandovi tre navi cariche di pietre, demolendone il molo ed abbattendo numerosi edifici del borgo omonimo, fra cui le chiese dei SS. Erasmo, Nicolò e Chiara.
Nel 1528 per sancire definitivamente il dominio di Genova su Savona ed impedirne altre future velleità di indipendenza e concorrenza, ne eliminò il porto, fonte di vita economica. Lo scalo savonese, eccettuata la darsena, venne totalmente colmato con le macerie delle mura demolite e di alcune case del borgo. Fatto questo, quasi subito dopo, si avviarono i lavori di riadattamento e potenziamento del Castello Nuovo del Priamar. Nel 1530 venivano abbattute lungo la Chiappinata almeno quattro case adiacenti al vecchio castello quattrocentesco, che veniva ampliato a dismisura, mentre contemporaneamente a Genova si distruggeva una volta per tutte l'odiato Castelletto. Il Priamar venne così ad occupare tutta la vecchia acropoli, centro rappresentativo di Savona, distruggendo la splendida cattedrale e gli illustri palazzi savonesi per far posto ai suoi bastioni e fossati. Savona dovette subire questo gravissimo colpo, dal quale non si riebbe più e passò al rango di città secondaria. L'impoverimento ridusse i suoi abitanti, dai 25.000 dell'inizio del Cinquecento, ai poco più di 6.000 di un secolo dopo.